# Ulla Borgström
Ulla Lisa Borgström, född 2 juli 1918 i Malmö Sankt Pauli församling, död 4 oktober 1999 i Vombs församling, var en svensk konstnär.
Hon var dotter till målarmästaren Hilding Borgström och Ebba Andersson-Rydén. Borgström studerade vid Skånska målarskolan i Malmö samt för Gotthard Sandberg och Otte Sköld samt Grafikskolan Forum i Malmö under Bertil Lundbergs ledning och under studieresor till Tyskland och Frankrike. Hon debuterade i en utställning med Skånes konstförening 1939 medverkade sedan regelbundet i föreningens utställningar. Hon medverkade i Nordiska konstnärinnors utställning på Liljevalchs konsthall 1948 och upprepade gånger med Sveriges allmänna konstförening. Tillsammans med Eva Holmberg-Jacobson ställde hon ut i Ystad 1948 och tillsammans med Gotthard Sandberg och Ejnar Nettelbladt i Skanör 1949 samt på Galleri Brinken i Stockholm tillsammans med Håkan Sundström. Hennes konst består av interiörer, stilleben och landskap i olja eller pastell. Borgström testamenterade pengar till en konstnärsstiftelse som delar ut stipendier till skånska bildkonstnärer.